# Protestas en Irak de 2011
Las Protestas en Irak de 2011 se produjeron a raíz de las revoluciones tunecina y egipcia. El resultado ha sido de, por lo menos, treinta y cinco muertos, entre ellos por lo menos veintinueve, en el día 25 de febrero de 2011, el llamado "Día de la Ira" y terminó el 23 de diciembre de 2011
Varias protestas en marzo fueron en contra del gobierno de Arabia Saudita, que dirigió la intervención en Baréin.

## Antecedentes
En un esfuerzo por prevenir potenciales disturbios, el primer ministro iraquí Nuri al Maliki anunció que no se postulará para un tercer mandato en 2014, y pidió un plazo constitucional limitado. Sin embargo, cientos de manifestantes se reunieron en varias de las principales zonas urbanas iraquíes áreas el 12 de febrero (en particular en Bagdad y Karbala) exigen un enfoque más eficaz para el problema de la seguridad nacional y la investigación sobre casos de corrupción federal, así como la acción del gobierno para hacer que los servicios públicos equitativos y accesibles. En respuesta, el gobierno de Irak subsidiado los costos de electricidad.

## Protestas

### 12 de febrero
Cientos de manifestantes se reunieron en varias de las principales zonas urbanas de Irak, sobre todo en Bagdad y Karbala , exigiendo un enfoque más eficaz a la cuestión de la seguridad nacional y una investigación sobre casos de corrupción federal, así como la acción del gobierno para hacer que los servicios públicos equitativos y accesibles. En respuesta, el gobierno de Irak, aumentó los costos de la electricidad subvencionada.

### 16 a 18 de febrero
El 16 de febrero, cerca de 2000 manifestantes se hicieron cargo de un edificio del consejo provincial en la ciudad de Kut. Los manifestantes exigieron la renuncia gobernador de la provincia debido a la falta de servicios básicos como electricidad y agua. Hasta tres personas murieron y 30 resultaron heridas.
El 17 de febrero, dos personas murieron cuando los manifestantes arrojaron piedras contra la sede del Partido Democrático del Kurdistán, liderado por Masoud Barzani, presidente de la semiautónoma región kurda del norte de Irak en Sulaimaniya, el Kurdistán iraquí.
El 18 de febrero, alrededor de un millar de manifestantes bloquearon un puente de Basora, exigiendo la renuncia del gobernador de la provincia.

### 23 de febrero
El teniente general Abdul-Aziz Al-Kubaisi ( en árabe : عبد العزيز الكبيسي .) renunció a su cargo como director general en el Ministerio iraquí de Defensa, renunció a su rango militar, y se lo quitó de los hombros en la televisión. Después de este paso, fue detenido por las fuerzas de seguridad. Al Kubaisi se describe que el gobierno iraquí como corruptos y pidió a todos los funcionarios a declarar su renuncia y unirse a los manifestantes, que están planeando una manifestación el 25 de febrero. 
Los tres oficiales, entre ellos un coronel, respondió a este llamado y anunció su dimisión. Uday Zaidi, que previamente ha organizado protestas, reveló que estos funcionarios se han unido a las manifestaciones. Zaidi dijo a Al Jazeera que el 37 personal del Ministerio del Interior también renunció y se unió a las multitudes de manifestantes. 

### 24 de febrero
El 24 de febrero, Muntadhar al-Zaidi, un periodista iraquí, famoso por el incidente del zapatazo de 2008, fue detenido por supuestamente participar en las protestas. Al-Zaidi es popular en Irak por lo que los iraquíes ven como su acto de desafío.

### 25 de febrero (día de la ira)
Grandes protestas se llevaron a cabo en todo Irak el 25 de febrero, en torno a altas tasas de desempleo de la nación, la corrupción, y los pobres servicios públicos. Durante las protestas, multitudes asaltaron los edificios provinciales, además de liberar prisioneros y obligando a las autoridades locales a renunciar. Al menos veintinueve personas murieron en todo el país como consecuencia de las protestas en el día de hoy, aunque la protesta más mortífero tuvo lugar en el Kurdistán iraquí.

### 26 de febrero
Las protestas comenzaron a disminuir después del 25 de febrero (El Día de la Ira), debido a las muertes provocadas durante el mismo. Cientos de personas fueron detenidas por las fuerzas de seguridad iraquíes, incluidos los periodistas , artistas y los intelectuales . Uno de los artistas que fue arrestado, Hussam al-Ssair, declaró posteriormente que "Era como si se tratara de un grupo de al-Qaeda no operativos, un grupo de periodistas. 

### 16 de marzo
Nuevas protestas surgieron en las ciudades de Bagdad y Basora, contra el gobierno de Arabia Saudita, que dirigió la intervención en Baréin.

### 17 de marzo
En Kerbala, cerca de 3000 personas se manifestaron en contra de Arabia Saudita. Nuri al Maliki critica la intervención de Arabia Saudita en Baréin.

### 10 de junio
Alrededor de 400 manifestantes se reunieron en la plaza Tahrir, en Bagdad, después que el primer ministro Nuri al Maliki venció el plazo para la reforma de vencimiento.

### 12 de agosto
Alrededor de 400 manifestantes se reunieron en la plaza Tahrir, en Bagdad, después que el primer ministro Nuri al Maliki venció el Decenas protestaron en la plaza Tahrir, pidiendo el ministro de Petróleo Karim Luaibi de ser despedido, un puerto proyectado el nombre de expresidente de Egipto, Hosni Mubarak, para darse de baja, y los presos políticos para ser puesto en libertad.

## Respuestas
El primer ministro Nuri al Maliki dijo que sus ministros que no mejoran su despido frente a los ministerios. Un diputado también pidió que las elecciones provinciales para que sean presentados por dos años.